# Anisogaster longulus
Anisogaster longulus là một loài bọ cánh cứng trong họ Cerambycidae.